# طوجالة
طُوجَالَة أو طَرْجَالَة أو طَرْجَلَة أو تَاجُلَة (بالإسبانية: Tíjola من العربية: تاجلة)‏, هي بلدية تقع في مقاطعة المرية. جنوب شرق إسبانيا. يبلغ عدد سكانها 3.820 نسمة.

## أعلام
- بيلار أكوستا مارتينيز

## وصلات خارجية
- (بالإسبانية)